# Studioshow (Samson en Gert)
De Studioshow is de officieuze titel van een Samson en Gert-televisieprogramma uit de periode 1995-1996. Het programma werd wekelijks op woensdagnamiddag uitgezonden in het kinderblokje van TV2. Officieel werd het programma ook gewoon Samson en Gert genoemd, maar ter onderscheid van de televisieserie hanteren fans gewoonlijk de naam Studioshow. In de herfst van 1996 kwam het programma ten einde en werd het vervangen door een soortgelijke show, de zogenaamde Caravanshow.

## Acteurs
- Samson: Danny Verbiest
- Gert: Gert Verhulst
- Alberto: Koen Crucke
- Burgemeester: Walter De Donder
- Jeannine: Ann Petersen
- Octaaf: Walter Van de Velde

### In (herhalingen van) avonturen
- Miranda: Liesbet Verstraeten
- Sofie: Evi Hanssen

## Crew
- Scenario: Danny Verbiest, Gert Verhulst en Hans Bourlon
- Verhaal: Gert Verhulst en Hans Bourlon
- Voice-over: Filip Pletinckx
- Technische faciliteiten: Alfacam
- Mixing en montage: Hendrik Duchateau, Stefaan Van Wilderode, Jakob Schrödt-Pedersen en Karl Huysmans
- Camera: Alain Quateau, Hans De Landtsheer, Jan Mestdagh en Bert Van Driessche
- Klank: Jan Volckaert
- Grafiek: Helga Boeyen
- Decor: Eric De Donder
- Machinist: Pol Collaer en Theo De Smedt
- Make-up: Arnold Rottiers
- Kostuum: Lieve De Vuyst
- Opnameleiding: Rik Daniels en René Vanden Breeden
- Muziek: Johan Vanden Eede
- Regieassistentie: Claudine Huys en Bart De Loof
- Regie: Bart Van Leemputten
- Productie: Hans Bourlon

## Rubrieken

### Brieven & tekeningen
- Samson en Gert lieten tekeningen zien en lazen brieven voor die de kijkers hadden ingestuurd..

### Octaafs videoclipshow (sinds seizoen 2)
- In deze rubriek kondigde Octaaf als DJ de Samson & Gert videoclip van de dag aan.

### De moppentrommel
- Alberto en de Burgemeester lazen in deze rubriek twee moppen uit de moppentrommel voor, die kijkers hadden ingestuurd.

### De liefdesbrieven
- Mevrouw Jeannine en Octaaf lazen liefdesbrieven van kinderen voor, als er een liefdesbrief werd voorgelezen ging de Burgemeester naar scholen om de kinderen over wie de liefdesbrief ging aan elkaar te koppelen.

### Het gedicht
- Kinderen konden een gedicht naar Samson en Gert insturen. Als het gedicht werd voorgelezen, kreeg de schrijver van het gedicht een mooie prijs.

### Samsonsoap
- Aan het einde van De studioshow werd er altijd een Samsonsoap uitgezonden. Dit was meestal een herhaling uit de seizoenen 1992-1994. Na 1995 kwamen ook herhalingen uit dat betreffende jaar terug. Af en toe zongen Samson en Gert na de Samsonsoap een extra liedje.

## Trivia
- De voice-over van de intro's van De liefdesbrieven en De moppentrommel werden gedaan door Filip Pletinckx.
- De achtergrondmuziek bij De liefdesbrieven was de instrumentale versie van het liedje Als je heel erg veel verliefd bent.
- De achtergrondmuziek bij Octaafs videoclipshow was de instrumentale versie van het liedje In de disco.
- Vanaf 2010 worden drie filmpjes van De moppentrommel herhaald bij de heruitzendingen van de afleveringen De schoenenberg, De specialist van de wielersport en De zangkaugom die kaderden in 20 jaar Samson & Gert.